# コンドポガ
座標: 北緯62度12分 東経34度16分 / 北緯62.200度 東経34.267度

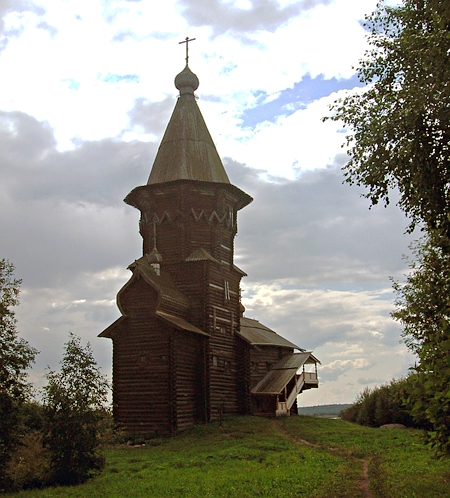
生神女就寝大聖堂

コンドポガ（コンドポーガ、Кондопога, Kondopoga, フィンランド語: Kontupohja, カレリア語: Kondupohju）は、ロシアのカレリア共和国にある町。オネガ湖北西部のコンドポジスカヤ湾の湾奥にあり、オネガ湖の大きな流入河川であるスナ川の河口に位置する。カレリアの首都ペトロザヴォーツクからは北へ54km。
コンドポガにはモスクワとムルマンスクを結ぶ鉄道が通る。周囲は森林で木材が生産され、東欧でも最大級のパルプ工場・製紙工場や建材工場などがある。また医科大学もある。人口は34,863 人（2002年国勢調査）。

## 歴史
1495年の記録に初出している古い町コンドポガには、1774年に建てられた木造の生神女就寝大聖堂が残っており、ロシア木造建築の代表例の一つとなっている。頂上には尖塔状の屋根があり、高さは42mに達する。

### カフカス人とロシア人の対立
2006年8月29日夜から8月30日、アゼルバイジャン人所有のレストランで、チェチェン人店員と衝突したロシア人2人が殺され数人が重傷を負う事件があった。これに対し9月1日夜から9月2日にかけ、ロシア人の若者多数が暴動を起こし内務省特殊部隊と衝突し、事件の舞台となったレストランほかカフカス系住民の経営する店を破壊した。暴動2日目の9月2日には大集会が開かれ、モスクワからも不法移民反対運動家などロシア民族主義者が駆けつけた。集会では政府にカフカスからの住民、特にチェチェン人をすべて町から退去させよとの要望書が市に提出された。また市内のカフカス系住民は暴動を恐れ市を脱出した。